# Michèle Finck
Pour les articles homonymes, voir Finck.
Vous pouvez aider à l'améliorer ou bien discuter des problèmes sur sa page de discussion.
- Il semble être autobiographique ou autocentré et avoir fait l'objet de modifications substantielles, soit par le principal intéressé, soit par une personne en lien étroit avec le sujet. Il peut être nécessaire de l'améliorer pour respecter le principe de neutralité de point de vue. (Marqué depuis mars 2024)

Vous pouvez aider à l'améliorer ou bien discuter des problèmes sur sa page de discussion.
- Il ne cite pas suffisamment ses sources. Vous pouvez indiquer les passages à sourcer avec {{référence nécessaire}} ou {{Référence souhaitée}}, et inclure les références utiles en les liant aux notes de bas de page. (Marqué depuis mars 2024)
- Cet article biographique nécessite des références supplémentaires pour assurer sa vérifiabilité. (Marqué depuis mars 2024)
- Son contenu est rédigé entièrement ou presque à partir d'une seule source. N'hésitez pas à modifier cet article pour améliorer sa vérifiabilité en apportant de nouvelles références dans des notes de bas de page. (Marqué depuis mars 2024)
- Certaines informations devraient être mieux reliées aux sources mentionnées dans la bibliographie ou les liens externes. Améliorez sa vérifiabilité en les associant par des références. (Marqué depuis mars 2024)
- Il ne s’appuie pas, ou pas assez, sur des sources secondaires ou tertiaires. (Marqué depuis mars 2024)
- Les conventions bibliographiques ne sont pas respectées. La bibliographie et les liens externes sont à corriger. (Marqué depuis mars 2024)

- Archive Wikiwix
- Bing
- Cairn
- DuckDuckGo
- E. Universalis
- Gallica
- Google
- G. Books
- G. News
- G. Scholar
- Persée
- Qwant
- (zh) Baidu
- (ru) Yandex
- (wd) trouver des œuvres sur Wikidata

Michèle Finck, née à Mulhouse en 1960, est une universitaire et poétesse française, professeure de littérature comparée à l'Université de Strasbourg.

## Biographie
Michèle Finck naît en 1960 à Mulhouse. Elle fait ses études à l’École normale supérieure de Paris. Sa maîtrise, puis sa thèse, soutenue à la Sorbonne, portent sur l’œuvre d'Yves Bonnefoy. Depuis 1987, elle enseigne à l’Université de Strasbourg comme professeure de littérature comparée,,. Elle reçoit, en novembre 2024, le Prix Guillaume-Apollinaire pour son livre La voie du large,
En 2017, elle est nommée membre du jury du grand prix national de la poésie du ministère de la Culture.

### Vie privée
Son père est le poète et universitaire Adrien Finck, à qui elle fait référence dans son recueil Balbuciendo.

## Analyse de l'œuvre

### Essais
Elle a écrit des essais consacrés aux rapports de la poésie avec la danse (Poésie moderne et danse. Corps provisoire, Armand Colin) ; avec la musique (Poésie moderne et musique,,, Vorrei e non vorrei, Champion, 2004, Épiphanies musicales en poésie moderne, de Rilke à Bonnefoy, Champion 2014) ; et avec les arts visuels (Giacometti et les poètes, Si tu veux voir, écoute, Hermann, 2012).

### Poésie
Michèle Finck est l'auteur de plusieurs livres de poésie. Leur point commun est la préeminence de l'ouïe sur les autres sens, et l'importance accordée à la musique. 
L'ouïe éblouie, paraît en 2007 aux éditions Voix d'encre, ; il rassemble des textes antérieurs. 
Balbuciendo, paru en 2012,, est marqué par la douleur du deuil et de la séparation. 
La Troisième Main,, en 2015, est consacré à la musique ; l'ouvrage a reçu le Prix Louise-Labé. 
En 2017 paraît Connaissance par les larmes, qui poursuit le dialogue avec les arts (musique, peinture, cinéma) ; il a reçu le prix Max Jacob en 2018. Ce dialogue se prolonge avec Sur un piano de paille, Variations Goldberg avec cri (2020),,. 
Le livre La Ballade des hommes-nuages (2022),,, allie poésie, musique et autobiographie. 
La voie du large (2024),, est une quête du « large » et aussi du « large intérieur » (lecture, musique, écriture…).

### Cinéma
Elle est assistante à la réalisation et co-écrit le scénario du film de Laury Granier, La Momie à mi-mots, sorti en 1996. Elle y tient un rôle secondaire, aux côtés de Carolyn Carlson, Jean Rouch et Philippe Léotard.

## Œuvres
Michèle Finck est à l'origine de nombreux livres, recueils de poèmes et traductions :
- L’ouïe éblouie, avec des gouaches de Coline Bruges-Renard, éditions Voix d’encre, 2007 ;
- Balbuciendo, éditions Arfuyen, Paris-Orbey, 2012 ;
- La troisième main, éditions Arfuyen, Paris-Orbey, 2015 ;
- Connaissance par les larmes, éditions Arfuyen, Paris-Orbey, 2017 rééd. 2021 ;
- Sur un piano de paille, Variations Goldberg avec cri, éditions Arfuyen, Paris-Orbey, 2020 ;
- La Ballade des hommes-nuages, éditions Arfuyen, Paris-Orbey, 2022 ;
- Scansion of the Dark, traduction partielle en anglais de Balbuciendo, par A. Rudolf, éditions Broken Sleep Books, 2023 ;
- La voie du large, Arfuyen, 2024.

## Publications universitaires
Michèle Finck est l'autrice d'une centaine de publications dont :
- Yves Bonnefoy. Le simple et le sens, José Corti, 1989, réédition 2015 ;
- Poésie et danse à l’époque moderne. Corps provisoire, Armand Colin, 1992 ;
- Poésie moderne et musique. Vorrei e non vorrei. Essai de poétique du son, Champion, 2004 ;
- Giacometti et les poètes. Si tu veux voir, écoute, Hermann, 2012 ;
- Épiphanies musicales en poésie moderne, de Rilke à Bonnefoy : le musicien « panseur », Champion, 2014.

## Prix et distinctions
- Prix Louise-Labé en 2015 pour La Troisième Main
- Prix Max-Jacob en 2018 pour Connaissance par les larmes
- Prix Vénus Khoury-Ghata en 2024 pour La Voie du large[36]
- Nommée au Prix Mallarmé en 2024 pour La Voie du large[37]
- Prix Apollinaire en 2024 pour La Voie du large.